# 許國禎
许国祯，字进之，绛州曲沃（今山西曲沃）人，元朝政治人物。
许国祯博通经史，尤精医术。忽必烈为藩王时，许国祯在王府掌管医药。曾跟随攻取云南大理国，攻打鄂州，参与机密。忽必烈即位，任命他为提点太医院事。至元十二年（1275年），迁礼部尚书。上疏言事，多被施行，他所引荐，都是当时知名之士。后升为翰林集贤大学士。至元二十一年（1284年），至元奉命集诸路医学教授增修《本草》。七十六岁时去世，谥忠宪。后加赠推诚广德协恭翊亮功臣、翰林学士承旨、上柱国，追封蓟国公。许国祯之母韩氏，以医术侍忽必烈母唆鲁禾帖尼，又善调和食味，称旨，四方所献珍膳旨酒，命她掌管。唆鲁禾帖尼赐给真定一所宅第，每年给衣廪终身其子许扆。